# Necmi Kadıoğlu Stadyumu
Necmi Kadıoğlu Stadyumu – stadion piłkarski w Esenyurt (aglomeracja Stambułu), w Turcji. Został otwarty 23 kwietnia 2012 roku. Może pomieścić 4488 widzów. Swoje spotkania rozgrywają na nim piłkarze klubu İstanbulspor AŞ.